# Os Blancos
Os Blancos è un comune spagnolo di 1 190 abitanti situato nella comunità autonoma della Galizia.